# Dorukhan Toköz
Dorukhan Toköz (Eskişehir, 21 maggio 1996) è un calciatore turco, centrocampista dell'Eyüpspor.

## Carriera

### Club
Cresciuto nel settore giovanile dell'Eskişehirspor, squadra della sua città natale, ha debuttato in prima squadra il 3 dicembre 2015, nella partita di Coppa di Turchia vinta per 0-1 contro il Menemen Belediyespor, segnando la rete che ha deciso l'incontro.
Il 27 giugno 2018 firma un contratto triennale con il Beşiktaş, con cui esordisce il 26 luglio nel preliminare di Europa League 2018-19 contro il Bóltfelagið 1936. Segna il primo gol con la nuova squadra il 18 gennaio 2019 contro l'Akhisarspor.
Rimasto svincolato al termine del suo contratto col Beşiktaş, il 29 luglio 2021 si accasa al Trabzonspor.

### Nazionale
Ha esordito con l'under-21 il 24 marzo 2017, nell'amichevole pareggiata per 1-1 contro l'Ucraina.
Il 18 marzo 2019 riceve la sua prima convocazione in nazionale maggiore. Quattro giorni dopo esordisce a Scutari con la Nazionale turca nella gara di Qualificazione ad Euro 2020 vinta per 2-0 contro l'Albania. L'11 giugno 2019 segna la prima rete in Nazionale maggiore nel match di qualificazione perso 2-1 contro l'Islanda.
Il 1º giugno 2021 viene convocato per gli europei.

## Statistiche

### Presenze e reti nei club
Statistiche aggiornate al 20 giugno 2021
| Stagione             | Squadra              | Campionato           | Campionato | Campionato | Coppe nazionali | Coppe nazionali | Coppe nazionali | Coppe continentali | Coppe continentali | Coppe continentali | Altre coppe | Altre coppe | Altre coppe | Totale | Totale |
| Stagione             | Squadra              | Comp                 | Pres       | Reti       | Comp            | Pres            | Reti            | Comp               | Pres               | Reti               | Comp        | Pres        | Reti        | Pres   | Reti   |
| -------------------- | -------------------- | -------------------- | ---------- | ---------- | --------------- | --------------- | --------------- | ------------------ | ------------------ | ------------------ | ----------- | ----------- | ----------- | ------ | ------ |
| 2015-2016            | Eskişehirspor        | SL                   | 4          | 0          | TK              | 7               | 1               | -                  | -                  | -                  | -           | -           | -           | 11     | 1      |
| 2016-2017            | Eskişehirspor        | 1. Lig               | 21+3       | 1+1        | TK              | 0               | 0               | -                  | -                  | -                  | -           | -           | -           | 24     | 2      |
| 2017-2018            | Eskişehirspor        | 1. Lig               | 32         | 1          | TK              | 0               | 0               | -                  | -                  | -                  | -           | -           | -           | 32     | 1      |
| Totale Eskişehirspor | Totale Eskişehirspor | Totale Eskişehirspor | 57+3       | 2+1        |                 | 7               | 1               |                    | -                  | -                  |             | -           | -           | 67     | 4      |
| 2018-2019            | Beşiktaş             | SL                   | 20         | 3          | TK              | 0               | 0               | UEL                | 5                  | 0                  | -           | -           | -           | 25     | 3      |
| 2019-2020            | Beşiktaş             | SL                   | 7          | 0          | TK              | 0               | 0               | UEL                | 2                  | 0                  | -           | -           | -           | 9      | 0      |
| 2020-2021            | Beşiktaş             | SL                   | 31         | 0          | TK              | 4               | 0               | UCL+UEL            | 1+1                | 0+0                | -           | -           | -           | 37     | 0      |
| Totale Besiktas      | Totale Besiktas      | Totale Besiktas      | 58         | 3          |                 | 4               | 0               |                    | 9                  | 0                  |             | -           | -           | 71     | 3      |
| Totale carriera      | Totale carriera      | Totale carriera      | 118        | 6          |                 | 11              | 1               |                    | 9                  | 0                  |             | -           | -           | 138    | 7      |

### Cronologia presenze e reti in nazionale
| Cronologia completa delle presenze e delle reti in nazionale ― Turchia | Cronologia completa delle presenze e delle reti in nazionale ― Turchia | Cronologia completa delle presenze e delle reti in nazionale ― Turchia | Cronologia completa delle presenze e delle reti in nazionale ― Turchia | Cronologia completa delle presenze e delle reti in nazionale ― Turchia | Cronologia completa delle presenze e delle reti in nazionale ― Turchia | Cronologia completa delle presenze e delle reti in nazionale ― Turchia | Cronologia completa delle presenze e delle reti in nazionale ― Turchia |
| Data                                                                   | Città                                                                  | In casa                                                                | Risultato                                                              | Ospiti                                                                 | Competizione                                                           | Reti                                                                   | Note                                                                   |
| ---------------------------------------------------------------------- | ---------------------------------------------------------------------- | ---------------------------------------------------------------------- | ---------------------------------------------------------------------- | ---------------------------------------------------------------------- | ---------------------------------------------------------------------- | ---------------------------------------------------------------------- | ---------------------------------------------------------------------- |
| 22-3-2019                                                              | Scutari                                                                | Albania                                                                | 0 – 2                                                                  | Turchia                                                                | Qual. Euro 2020                                                        | -                                                                      | 65’                                                                    |
| 25-3-2019                                                              | Eskişehir                                                              | Turchia                                                                | 4 – 0                                                                  | Moldavia                                                               | Qual. Euro 2020                                                        | -                                                                      | 84’                                                                    |
| 2-6-2019                                                               | Alanya                                                                 | Turchia                                                                | 2 – 0                                                                  | Uzbekistan                                                             | Amichevole                                                             | -                                                                      | 35’ 83’                                                                |
| 8-6-2019                                                               | Konya                                                                  | Turchia                                                                | 2 – 0                                                                  | Francia                                                                | Qual. Euro 2020                                                        | -                                                                      | 90’                                                                    |
| 11-6-2019                                                              | Reykjavík                                                              | Islanda                                                                | 2 – 1                                                                  | Turchia                                                                | Qual. Euro 2020                                                        | 1                                                                      | 23’ 85’                                                                |
| 10-9-2019                                                              | Chișinău                                                               | Moldavia                                                               | 0 – 4                                                                  | Turchia                                                                | Qual. Euro 2020                                                        | -                                                                      | 87’                                                                    |
| 7-10-2020                                                              | Colonia                                                                | Germania                                                               | 3 – 3                                                                  | Turchia                                                                | Amichevole                                                             | -                                                                      | 46’                                                                    |
| 11-11-2020                                                             | Istanbul                                                               | Turchia                                                                | 3 – 3                                                                  | Croazia                                                                | Amichevole                                                             | -                                                                      | 54’                                                                    |
| 31-5-2021                                                              | Adalia                                                                 | Turchia                                                                | 0 – 0                                                                  | Guinea                                                                 | Amichevole                                                             | -                                                                      | 65’                                                                    |
| 20-6-2021                                                              | Baku                                                                   | Svizzera                                                               | 3 – 1                                                                  | Turchia                                                                | Euro 2020 - 1º turno                                                   | -                                                                      | 86’                                                                    |
| 24-3-2022                                                              | Porto                                                                  | Portogallo                                                             | 3 – 1                                                                  | Turchia                                                                | Qual. Mondiali 2022                                                    | -                                                                      | 80’ 90+6’                                                              |
| 29-3-2022                                                              | Konya                                                                  | Turchia                                                                | 2 – 3                                                                  | Italia                                                                 | Amichevole                                                             | -                                                                      | 62’                                                                    |
| 4-6-2022                                                               | Istanbul                                                               | Turchia                                                                | 4 – 0                                                                  | Fær Øer                                                                | UEFA Nations League 2022-2023 - 1º turno                               | -                                                                      | 65’                                                                    |
| 11-6-2022                                                              | Lussemburgo                                                            | Lussemburgo                                                            | 0 – 2                                                                  | Turchia                                                                | UEFA Nations League 2022-2023 - 1º turno                               | -                                                                      | 81’                                                                    |
| Totale                                                                 |                                                                        | Presenze                                                               | 14                                                                     |                                                                        | Reti                                                                   | 1                                                                      |                                                                        |

| Cronologia completa delle presenze e delle reti in nazionale ― Turchia under 21 | Cronologia completa delle presenze e delle reti in nazionale ― Turchia under 21 | Cronologia completa delle presenze e delle reti in nazionale ― Turchia under 21 | Cronologia completa delle presenze e delle reti in nazionale ― Turchia under 21 | Cronologia completa delle presenze e delle reti in nazionale ― Turchia under 21 | Cronologia completa delle presenze e delle reti in nazionale ― Turchia under 21 | Cronologia completa delle presenze e delle reti in nazionale ― Turchia under 21 | Cronologia completa delle presenze e delle reti in nazionale ― Turchia under 21 |
| Data                                                                            | Città                                                                           | In casa                                                                         | Risultato                                                                       | Ospiti                                                                          | Competizione                                                                    | Reti                                                                            | Note                                                                            |
| ------------------------------------------------------------------------------- | ------------------------------------------------------------------------------- | ------------------------------------------------------------------------------- | ------------------------------------------------------------------------------- | ------------------------------------------------------------------------------- | ------------------------------------------------------------------------------- | ------------------------------------------------------------------------------- | ------------------------------------------------------------------------------- |
| 24-3-2017                                                                       | Istanbul                                                                        | Turchia under 21                                                                | 1 – 1                                                                           | Ucraina under 21                                                                | Amichevole                                                                      | -                                                                               |                                                                                 |
| 28-3-2017                                                                       | Istanbul                                                                        | Turchia under 21                                                                | 4 – 0                                                                           | Azerbaigian under 21                                                            | Amichevole                                                                      | -                                                                               |                                                                                 |
| 31-8-2017                                                                       | Praga                                                                           | Rep. Ceca under 21                                                              | 1 – 1                                                                           | Turchia under 21                                                                | Amichevole                                                                      | -                                                                               |                                                                                 |
| 5-9-2017                                                                        | Oud-Heverlee                                                                    | Belgio under 21                                                                 | 0 – 0                                                                           | Ungheria under 21                                                               | Qual. Europeo Under-21 2019                                                     | -                                                                               |                                                                                 |
| 5-10-2017                                                                       | Larnaca                                                                         | Cipro under 21                                                                  | 2 – 1                                                                           | Turchia under 21                                                                | Qual. Europeo Under-21 2019                                                     | -                                                                               | 57’                                                                             |
| 10-10-2017                                                                      | Istanbul                                                                        | Turchia under 21                                                                | 0 – 0                                                                           | Ungheria under 21                                                               | Qual. Europeo Under-21 2019                                                     | -                                                                               | 46’                                                                             |
| 14-11-2017                                                                      | Istanbul                                                                        | Turchia under 21                                                                | 1 – 2                                                                           | Belgio under 21                                                                 | Qual. Europeo Under-21 2019                                                     | -                                                                               |                                                                                 |
| Totale                                                                          |                                                                                 | Presenze                                                                        | 7                                                                               |                                                                                 | Reti                                                                            | 0                                                                               |                                                                                 |

## Palmarès

### Club

#### Competizioni nazionali
- Campionato turco: 2

Beşiktaş: 2020-2021
Trabzonspor: 2021-2022
- Coppa di Turchia: 1

Beşiktaş: 2020-2021
- Supercoppa di Turchia: 1

Trazbonspor: 2022